# Kanton Vitry-sur-Seine-1
Der Kanton Vitry-sur-Seine-1 ist seit 2015 ein französischer Wahlkreis im Arrondissement L’Haÿ-les-Roses, im Département Val-de-Marne und in der Region Île-de-France. Er besteht aus dem nördlichen Teil der Stadt Vitry-sur-Seine.